# Thors (Charente-Maritime)
Thors ist eine französische Gemeinde mit 470 Einwohnern (Stand 1. Januar 2022) im Département Charente-Maritime in der Region Nouvelle-Aquitaine; sie gehört zum Arrondissement Saint-Jean-d’Angély und zum Kanton Matha. Die Bewohner werden Thorsais und Thorsaises genannt.

## Bevölkerungsentwicklung
| Jahr      | 1962 | 1968 | 1975 | 1982 | 1990 | 1999 | 2008 | 2017 |
| Einwohner | 456  | 460  | 441  | 454  | 456  | 411  | 411  | 460  |

## Sehenswürdigkeiten
- Romanische Kirche Sainte-Madeleine aus dem 12. Jahrhundert

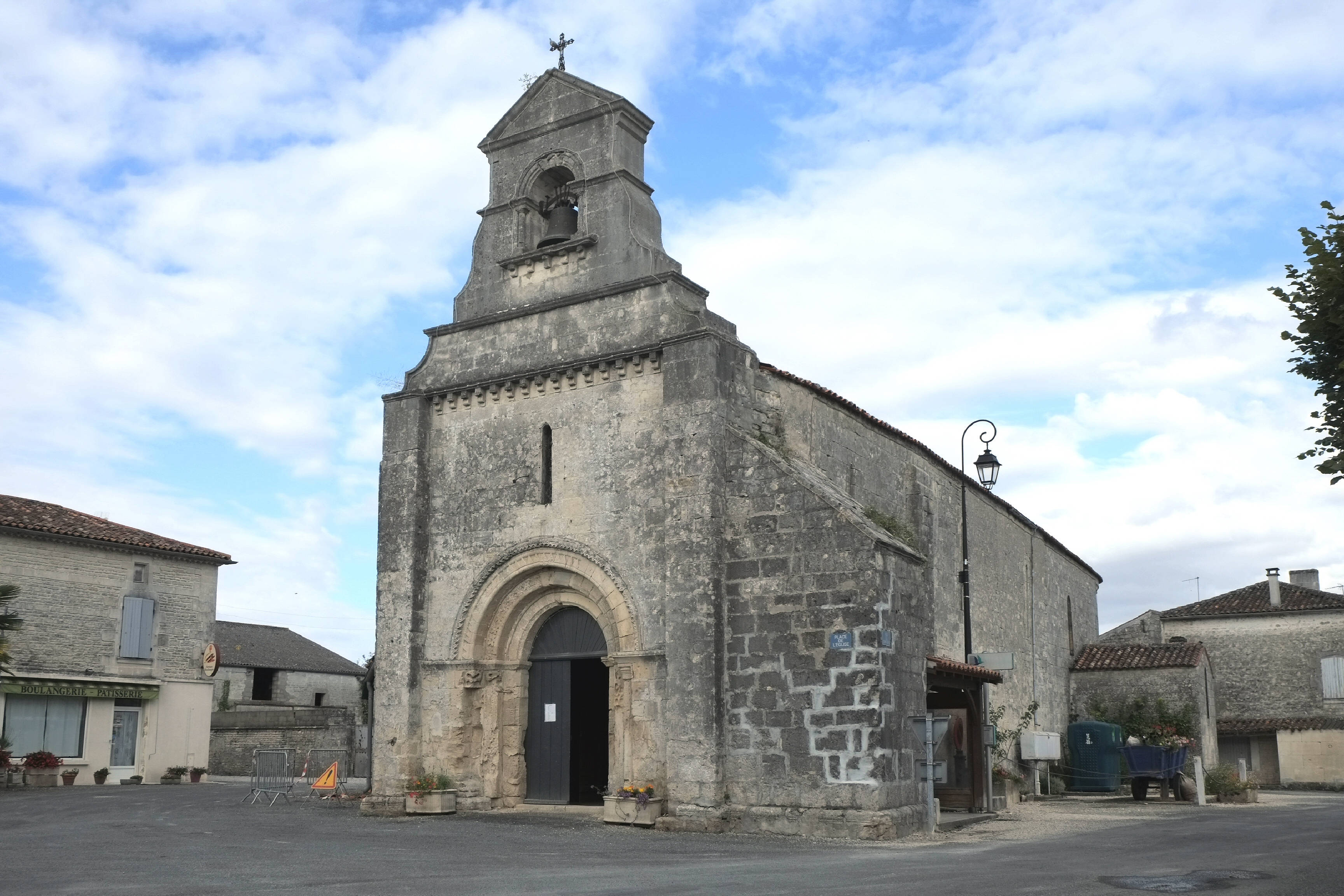
Kirche Sainte-Madeleine